# Ала Шампањ
Ала Шампањ (фр. Allas-Champagne) насеље је и општина у западној Француској у региону Поату-Шарант, у департману Приморски Шарант која припада префектури Жонзак.
По подацима из 2011. године у општини је живело 263 становника, а густина насељености је износила 34,38 становника/km². Општина се простире на површини од 7,65 km². Налази се на средњој надморској висини од 67 метара (максималној 77 m, а минималној 35 m).

## Демографија
| 1962. | 1968. | 1975. | 1982. | 1990. | 1999. | 2011. |
| ----- | ----- | ----- | ----- | ----- | ----- | ----- |
| 182   | 201   | 200   | 213   | 207   | 184   | 263   |

График промене броја становника у току последњих година